# كلارنس شتاين
كلارنس شتاين (بالإنجليزية: Clarence Stein)‏ هو كاتب ومهندس معماري أمريكي، ولد في 19 يونيو 1882 في روتشستر في الولايات المتحدة، وتوفي في 7 فبراير 1975.